# Olivella fletcherae
Olivella fletcherae is een slakkensoort uit de familie van de Olividae. De wetenschappelijke naam van de soort is voor het eerst geldig gepubliceerd in 1958 door Berry.